# 天使憑きの少女
『天使憑きの少女 ～Related with ”Present for you”～』（てんしつきのしょうじょ）は2006年4月28日にNailから発売された18禁恋愛アドベンチャーゲームである。2012年12月20日には、だいだいからPlayStation Vita専用ゲームソフトとして配信が開始された。
本作はNailのデビュー作である「Present for you 〜わたしをあ・げ・る〜」の続編である。シナリオは全四章のオムニバス形式で展開する。第三章までの各章は異なったキャラクターの話であり、第四章で各章の関連性が明かされる。

## ストーリー
（出典：）

### 第一章
主人公・浦上真理愛はミッションスクールである聖母マリア光ヶ丘学園に通っている。彼女は、医療過誤により最愛の母親を失うという、つらい過去を経験していた。ミスを犯した医師を恨んで真理愛は復讐を決意するが、非力な彼女には何もできなかった。
ある日、真理愛は復讐の決意を学園の養護教師・秋山美帆に打ち明ける。真理愛の思いを聞いた美帆は、彼女を諌めることなく、懐から拳銃を取り出して真理愛に手渡すのだった。

### 第二章
浮遊霊の主人公・江藤睦美は、死亡原因となった7年前の交通事故からずっと、現世をさまよっていた。彼女が現世に留まっている理由は、幼なじみである日高健助を気にかけているからである。健助も同じく7年前の事故に巻き込まれたが、彼は奇跡的に助かったのであった。
ある日、健助が後輩の女の子・橋本紗雪から告白を受ける。しかし健助は紗雪からの告白を断ってしまう。睦美はその現場を目撃しており、健助の行動に安堵しつつも、複雑な気持ちになる。
そんな折に、睦美は天使を名乗る者から、昇天の期限が迫っていることを告げられる。彼女は幼なじみに恋をさせることを決意する。

### 第三章
主人公の緒方輝明は生徒会長・相葉絵里香の下で執行委員を務めている。彼は絵里香から次期会長候補の選出を任されるが、会長が務まるような人物には心当たりがなかった。
輝明が人選に悩んでいたところ、友人の日高健助から1人の紹介してもらう。その少女は今まで誰も気に留めていなかったような、意外な人物だった。

## 登場人物
（出典：）
浦上 真理愛（うらがみ まりあ）
声 - 北都南
身長 - 163cm B/W/H 85/57/84
第一章の主人公。聖母マリア光ヶ丘学園に通っている。母親を医療過誤により失った。真面目で寡黙な性格をしている。かなりの美人ではあるが、人と接することはない。
秋山 美帆（あきやま みほ）
声 - 紫苑みやび
身長 - 165cm B/W/H 89/58/86
聖母マリア光ヶ丘学園の養護教諭。カウンセリングに長けており、生徒の悩みをよく聞いている。
江藤 睦美（えとう むつみ）
声 - 野神奈々
身長 - 162cm B/W/H 84/56/83
第二章の主人公。7年前に交通事故が原因で死亡した。それ以来浮遊霊として街を徘徊している。明るい性格で、自分が死んだという事実も簡単に受け入れた。
日高 健助（ひだか けんすけ）
声 - 畠山亮二
睦美の幼なじみ。城心学園に通っている。学園ではバスケ部に所属している。7年前の交通事故に睦美と一緒に巻き込まれたが、奇跡的に1人だけ助かった。今では後遺症もなく全快したが、事故の話をすることはほとんどない。事故以来、女子を避けるように過ごしている。
橋本 紗雪（はしもと さゆき）
声 - 大波こなみ
身長 - 160cm B/W/H 82/56/82
城心学園に通う少女。真面目な性格で、学業成績も優秀。大人しい性格だが、勇気を出して健助に告白をした。
自らを『天使』と名乗る者
声 - 富樫ケイ
睦美が出会った自称天使。彼女に昇天の時期が近づいていることを告げる。紳士的に振る舞うが、その正体は謎である。
緒方 輝明（おがた てるあき）
第三章の主人公。城心学園に通い、学生会の執行委員を務めている。学生会長である絵里香に命令され、嫌々ながらも淡々と仕事をこなしている。
相葉 絵里香（あいば えりか）
声 - 海原エレナ
身長 - 164cm B/W/H 83/57/84
城心学園の学生会長。生真面目な性格であり、妥協することをよしとしない。「赤薔薇のジャンヌ・ダルク」という異名を持ち、会長として辣腕を振るっている。
相葉 澄香（あいば すみか）
声 - まきいづみ
身長 - 158cm B/W/H 78/56/80
城心学園の1年生。絵里香の妹である。会長を務める姉とは違い、控えめな性格で目立つことが少ない。姉を敬愛しているが、四六時中一緒にいることはない。